# Oxytropis jonesii
Oxytropis jonesii är en ärtväxtart som beskrevs av Rupert Charles Barneby. Oxytropis jonesii ingår i släktet klovedlar, och familjen ärtväxter. Inga underarter finns listade i Catalogue of Life.